# Jandino
Jandino (* 19. Januar 1997 als José Andrés Chiluiza Calderón in Salinas) ist ein ecuadorianischer Sänger, Schauspieler und Songwriter. Internationale Bekanntheit erlangte er durch seine Rolle Eric Andrade in den Disney-Fernsehserien Soy Luna und sein Mitwirken in Bia und Bia: Un mundo al revés, in der er sich selbst verkörperte.

## Leben
Jandino wuchs als Sohn des Sängers Carlos Chiluiza, im ecuadorianischen Santa Elena auf. Als Kind nahm er an der Fernseh-Talentshow Pequeños brillantes teil.
Für die Mitwirkung als Hauptdarsteller in den Disney-Fernsehserien Soy Luna und Bia zog Jandino nach Buenos Aires. Er war dabei nicht nur als Schauspieler in den Produktionen tätig, sondern schrieb auch Texte und Melodien mehrerer Lieder. So war er als Songwriter nicht nur an einzelnen Songs anderer Darsteller der beiden Serien beteiligt, sondern war auch Songwriter jener Songs, die er als Solotitel innerhalb der Telenovelas selbst sang.
Jandino spielt Gitarre und Klavier.

### Privates
Jandino hat zwei ältere Geschwister, darunter eine Schwester namens Cristina, die ebenfalls als Sängerin tätig ist. Mit seiner Schauspielkollegin Andrea de Alba, die ebenfalls an Bia mitwirkte, führte er eine Beziehung. Inzwischen ist das Paar getrennt.

## Diskografie

### Als Solokünstler
- 2017: Ahora Dice, mit Lionel Ferro & Paisavlogs[6]
- 2017: Sigo Extrañadota / Alas, mit Lionel Ferro[6]
- 2020: Casita de Playa, mit Andrea de Alba[6]
- 2020: Hombre Caído[6]
- 2020: Ni una menos[6]
- 2020: Perdido[6]
- 2020: Te Queda Amor[6]
- 2020: Tu Canción[6]
- 2021: Tarde[6]
- 2022: Borrachera, mit Melfi[6]
- 2022: Golpe de Suerte[6]
- 2022: María[6]
- 2023: Avión[6]
- 2023: China[6]
- 2023: Peces[6]

### Als Mitglied des Bia Cast
- 2019: Arregarlo bailando, mit Luis Giraldo & Guido Messina[7]
- 2019: Cuando me besas[8]
- 2019: La Vida te devuelve, als Elenco de BIA[7]
- 2019: Nadie nos va a parar[7]
- 2019: Te vengo a pedir perdón[8]
- 2020: Déjate amar[9]

### Als Mitglied des Soy Luna Cast
- 2018: Mi corazón have wow wow, mit Lionel Ferro[10]
- 2018: Si Lo Sueñas Claro, als Elenco de Soy Luna[11]
- 2018: Todo Puede Cambiar, als Elenco de Soy Luna[11]

### Als Songwriter
- 2018: Quiero verte sonreir, Ruggero Pasquarelli[10]
- 2019: Cuéntales, Isabela Souza & Julio Peña[7]
- 2019: Déjame decirte, Rhener Freitas[7]
- 2019: Gritarle al mundo, Julio Peña[7]
- 2019: Pedirle a una estrella, Guido Messina[7]

### Als Gastkünstler
- 2017: Porkéria, Glowinthedark feat. Nate, Jandino, Philly Moré and Kalibwoy[12]
- 2023: Báilame, DJ Tronky feat. Jandino[6]

## Filmografie
- 2018: Soy Luna
- 2019–2020: BIA
- 2021: Bia: Un mundo al revés